# Sienna Guillory
Sienna Guillory (ur. 16 marca 1975 w Fulham w Londynie) – angielska aktorka i modelka, która grała Jill Valentine w serii filmów Resident Evil.

## Życiorys
Jest córką amerykańskiego gitarzysty pochodzenia żydowskiego Isaaca Guillory’ego, który urodził się w bazie wojskowej Guantanamo na Kubie, znanego ze współpracy z Donovanem, Joan Baez, Elkie Brooks i Mickiem Jaggerem. Jej matką jest Tina Thompson, angielska modelka, którą Isaac poślubił w 1973 roku.
Sienna Guillory uczyła się w Gresham's School. Zanim Sienna zaczęła występować na dużym ekranie, studiowała w Wyższej Szkole Dramaturgii w Paryżu. Kiedy miała 20 lat, rozpoczęła pracę jako modelka. Guillory pracowała dla takich firm jak Armani, Dolce & Gabbana, Burberry czy Paul Smith. Została także twarzą perfum Hugo Boss. Gdy przestała pracować jako modelka, skupiła się na karierze aktorskiej.
W wieku 16 lat, dostała pierwszą aktorską pracę w telewizji brytyjskiej. Zagrała role drugoplanowe w Wehikule czasu i To właśnie miłość. Wystąpiła w miniserialu Helena Trojańska. W 2004 roku Guillory wystąpiła w filmie Resident Evil 2: Apokalipsa z Millą Jovovich; zagrała w nim rolę Jill Valentine. Powtórzyła tę rolę w kolejnych częściach serii Resident Evil: Afterlife (2010) i Retrybucja (2012).

## Życie prywatne
W lipcu 1997 roku Guillory wyszła za mąż za aktora Nicka Morana, lecz para rozwiodła się w 2000 roku. Od 2002 jest żoną aktora Enzo Cilentiego, z którym ma od 2015 roku dwoje dzieci.

## Filmografia
- The Future Lasts a Long Time (1996)
- Star! Star! (1999)
- The Rules of Engagement (1999)
- Two Days, Nine Lives (2000)
- Kiss Kiss (Bang Bang) (2000)
- Late Night Shopping (2001)
- Superstition (2001)
- Wehikuł czasu (2002) jako Emma
- The Principles of Lust (2003)
- To właśnie miłość (2003)
- Helena Trojańska (2003) jako Helena Trojańska
- Resident Evil 2: Apokalipsa (2004) jako Jill Valentine[1]
- In the Bathroom (2005)
- Silence Becomes You (2005) jako Grace
- Eragon (2006) jako Arya
- Atramentowe Serce (2008) jako Teresa 'Resa' Folchart
- Wirtualne sny (2009) jako Rika Goddard
- I'm Here (2010) jako Francesca
- Gunless (2010) jako Jane
- Perfect Life (2010) jako Anne
- Resident Evil: Afterlife (2010) jako Jill Valentine
- Wielki wybuch (2011) jako Julie Kestrel
- Resident Evil: Retrybucja (2012) jako Jill Valentine
- Luther[1] (2013) jako Mary Day (serial, 4 odcinki)
- The List (2013) jako Alison Corwin
- The Goob (2014) jako Janet
- Being American (2014) jako Susan
- High-Rise (2015) jako Jane
- The Wicked Within (2015) jako Bethany
- Abduct (2016) jako Angelica Dark
- Don't Hang Up (2016) jako pani Kolbein
- Wrota bohaterów (2016) jako Annie
- Fortitude[1] (2015-2017) jako Natalie Yelburton (serial, główna rola)
- Lucky Man[1] (2016–2017) jako Eve (serial, główna rola)
- The Performance (2017) jako Sarah
- Nuklearna (2017) jako Mother
- Przypomnij sobie (2019) jako Selma
- Crystal's Shadow (2019) jako Angelica Dark
- Wychowane przez wilki (2020) jako Mary (serial, 1 odc.)
- Son of the South (2020) jako Jessica Mitford
- Clifford. Wielki czerwony pies[2] (2021) jako Maggie
- Naznaczona (2021) jako Holly
- Defining Moments (2021) jako Lisa
- Meg 2: Głębia (2023) jako Driscoll